# 442 (số)
442 (bốn trăm bốn mươi hai) là một số tự nhiên ngay sau 441 và ngay trước 443.